# Лезгивал
Лезги́вал (лезг. лезги́вал, [lezgi:wal]) — неписаный кодекс чести лезгин, составляют основу лезгинского характера и нрава. Лезгивал не был кем-то написан, это совокупность ислама и лезгинских адатов которые регулируют их семейные и общественные отношения, где бы лезгины ни находились в мире.

## Основы
Пять основ Лезгивала:
1. Дин — иметь веру в Аллаха, следовать предписаниям Ислама, согласно Лезгивалу, не имеющий веры, не может быть достойным человеком и сильным в полной мере.
2. . Намус — честь, только достойный может быть лезгином, поэтому человек должен обладать честью. Этому придается большое значение.
3. Сихил — у достойного человека должен быть род (сихил), он не может быть безродным. Поэтому он должен знать своих 7 предков, род и поддерживать хорошие отношения с родственниками.
4. Чирвал — лезгин должен уделять большое значение знаниям: исламским, лезгинской истории и иным знаниям.
5. Лезги чӀал — лезгин должен знать свой язык, чтобы считаться полноценным лезгином. Согласно Лезгивалу, лезгинский язык является источником чести и достоинства.

### Степени
«Михьи Лезги» — настоящий лезгин, который следует всем предписаниям Ислама, знает язык и адаты. Человек у которого этикет, нравственность на высоком уровне.
«ЧIуру Лезги» — тот, кто слабо знает адаты, язык и культуру. Тот, кто ведет себя не совсем правильным образом, но есть шанс исправиться. (Сегодня среди молодежи часто этот термин ошибочно говорят тем, кто не знает литературный язык)
«Псу» — тот, кто не имеет права называть себя лезгином, кто ведет себя недостойным для лезгина образом, «ЧIуру Лезги» может стать «Михьи Лезги», а псу никогда, он изгой.

## Адаты
- Вера (ЧIалахвал) — основа Лезгивала вера в Бога, смысл жизни лезгина — служение своему народу (лезги) и своей религии (исламу). Но при этом, он терпимо отноститься к представителям других религий и национальностей и никогда не навязывает им свой образ жизни. Лезгин не подчеркивает свою религиозность без надобности, потому что, он не меняет истинную религию на показную.

- Собственное достоинство (Жуввал) — самое важное в Лезгивале это честь и достоинство. Поэтому Лезгин никогда не покушается на чужую честь, особенно уважительно относится к женщине и старикам. Ни при каких обстоятельствах он не позволит себе или другим оскорбить или унизить их, даже если их не знает.

- Нравственность (Къилихвал) — лезгины всегда встают при появлении старшего, даже если не знают его, из-за уважения к его годам. Но не встают людям из-за уважения к должности или социального уровня. В общении с другими людьми лезгин, независимо от их социального статуса и возраста, должен быть вежлив и скромен. Перед тем как выпить воду или покушать, лезгин должен предложить другим. Отдать больший кусок хлеба товарищу так, чтобы он этого не заметил. Не показывать свою силу слабому.

- Благородство (Хъсанвал) — лезгин не должен спорить или драться тем, кто слабее его, потому что это не принесет ему славы.

- Мужество (ВикIегьвал) — под мужеством в первую очередь подразумевается зрелость и мудрость. Необдуманное безумное действо или сумашествие не может считаться мужеством. Основа мужества это острый ум и умение видеть ситуацию на несколько шагов вперед.

- Чистота крови (Михьивал)— лезгин должен выбирать спутника жизни не только своей нации, но и своего клана (сихил). Потому что метис не сохранит лезгинский язык и ему будет безразлична судьба народа.

- Равенство — все лезгины равны между собой, от бедного до богатого вместе становятся на колени перед Аллахом. Должны помогать друг другу, особенно в беде.

- Месть — у лезгин существует давний обычай кровной мести. Сколько бы времени не прошло, даже за оскорбительное слово, в его сторону или сторону его семьи он обязательно отомстит. Единственное правило, нельзя трогать женщин во время кровной мести.[5][6]

## Воспитание детей
После 13 лет сыну передаётся кинжал, в этот возраст считается что он уже стал мужчиной способным оберегать собственную честь..